# Willy Mucha
Willy Mucha (urodzony jako Tadeusz Mucha) (ur. 16 kwietnia 1905 w Warszawie, zm. 2 marca 1995 w Paryżu) – francuski malarz, z pochodzenia Polak. 
Dzieciństwo spędził w Warszawie, gdzie uczył się malarstwa i muzyki. Naukę kontynuował w Szkole Sztuk Pięknych u Władysława Skoczylasa. Aby kontynuować naukę wyjechał do Caen we Francji, kolejnym etapem jego życia było podróżowanie po Europie, mieszkał w Czechach, Austrii, Rosji i w Niemczech. Brał udział w wojnie domowej w Hiszpanii. W latach trzydziestych przeniósł się do Francji i zamieszkał w Collioure, gdzie w 1938 został zmobilizowany do armii francuskiej, uczestniczył we francuskim ruchu oporu. Po demobilizacji w 1940 zamieszkał w Perpignan, gdzie odnalazł wenę do tworzenia. Zaprojektował witraże w kaplicy ArgelĂ-Plage w Argelès-sur-Mer oraz rozpoczął ilustrowanie książek, z których pierwszą była powieść Historia Minnie Balinbadour (Histoire de Minnie Balinbadour) Michela Déona. Po powrocie do Collioure związał się z miejscowym środowiskiem artystycznym, a na swoich akwafortach uwieczniał widoki tego miasta. Liczne widoki miasta tworzą kolekcję zatytułowaną „Album Collioure”, częstym motywem obrazów Willego Muchy jest panorama miasta podczas zachodzącego słońca oraz latarnia morska, którą widział z tarasu swojego mieszkania. W 1985 artysta przeszedł poważny zawał serca i zgodnie z decyzją lekarzy opuścił Collioure, zamieszkał wówczas w Paryżu w pobliżu Wieży Eiffla. Podczas rekonwalescencji napisał swoją autobiografię zatytułowaną W cieniu wieży (À l'ombre du clocher). Mimo że większą część życia spędził w Collioure i swoją osobą promował to miasto, to pierwsza indywidualna wystawa jego prac miała miejsce dopiero w 1989 w Pałacu Królów Majorki w pobliskim Perpignan. Rok później w październiku 1990 wystawę retrospektywną twórczości Willego Muchy zorganizował burmistrz Issy-les-Moulineaux, miała ona miejsce w Wieży Eiffela. 
Spoczywa na Cmentarzu Montparnasse w Paryżu.